# Palacrociere

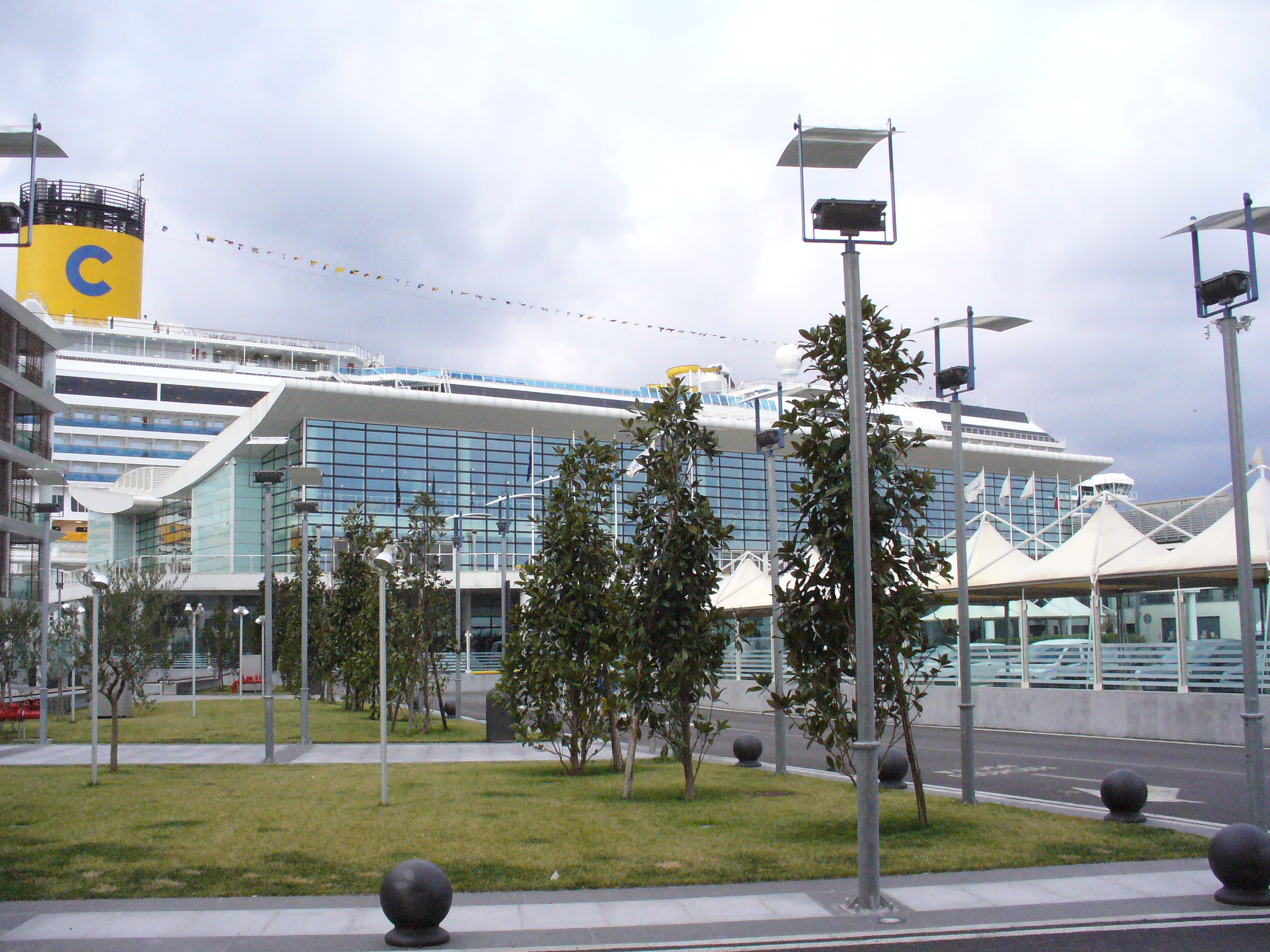
Il Palacrociere di Savona

Il Palacrociere  di Savona è una stazione marittima costruita nel 2003 all'interno del Porto di Savona, principale porto d'armamento italiano di Costa Crociere.

## Storia
I lavori di realizzazione del Palacrociere, iniziati nel luglio del 2002, sono durati circa un anno e mezzo e la struttura è stata inaugurata il 24 novembre 2003. L'opera è stata realizzata su progetto dell'architetto catalano Ricardo Bofill per soddisfare le necessità del crescente numero di passeggeri che si imbarcano a Savona sulle navi di Costa Crociere. La realizzazione del Palacrociere, realizzata con la procedura del finanziamento a progetto, è stata pagata 7 milioni di Euro dallo Stato e 3 da Costa Crociere, che si è così assicurata l'utilizzo della struttura per 22 anni recentemente rinnovata per ulteriori 33 anni.

## Struttura
La costruzione è situata nel cuore del porto di Savona e a pochi passi dal centro storico della città, si sviluppa su tre piani per un totale di 8.400 m² più una terrazza esterna di 1.200 m². resa molto luminosa dalle vetrate che occupano gran parte delle pareti. Al suo interno sono visibili alcune opere d'arte quali una scultura realizzata per la fontana centrale, due magnifici mosaici ed alcuni prodotti di ceramica tipica locale albisolese. La struttura è dotata di diversi servizi: dogana, sala vip, bar con terrazza panoramica, sala conferenze, children club, postazioni internet, edicola, punto d’informazione turistica per la città, servizio clienti, zone controllo scansione bagagli, ecc. Il terminale è gestito da Costa Crociere, che ne ha cofinanziato la realizzazione, e può contare su tre banchine di 300, 450 e 500 metri per l'ormeggio delle navi, oltre che di spazi per la ricezione di auto e bus. L'8 novembre 2014 è stato inaugurato il Palacrociere Terminal 2 esso si sviluppa su tre livelli: al piano terra: atrio d’ingresso, sala bagagli di 700 metri quadrati, servizi di sicurezza e controllo doganale. Il piano primo i servizi tecnici mentre al secondo piano si svolgono le operazioni di imbarco e sbarco dei passeggeri il tutto su una superficie di circa 2.600 metri quadrati. Il nuovo Terminal 2 è collegato al Palacrociere da un ponte in vetro - acciaio che permette di utilizzare i piazzali sottostanti per il transito dei mezzi (bus e auto). All'interno della struttura si trova esposta un’opera «record» di Mario Rossello, ossia uno dei quadri più lunghi del mondo, realizzati da Rossello tra il 1975 e il 1976; un olio su tela lungo 35 metri e alto 2.

## Flussi
Nel 2014 il Palacrociere ha superato il milione di passeggeri.

## Nuovi lavori
Il 14 novembre 2019 viene ristrutturato il terminale 1 centrale, vengono aggiunti due nuove passerelle d'imbarco e lo specchio acqueo antistante la Calata delle Vele viene sottoposto a dragaggio per permettere l'attracco di navi di ultima generazione tra cui Costa Smeralda. L’investimento complessivo per il rinnovo della banchina e del Terminale 1 Centrale è stato pari a circa 22 milioni di euro. I lavori per il dragaggio sono stati a cura dell’Autorità di Sistema Portuale del Mar Ligure Occidentale, mentre quelli inerenti al terminal a carico di Costa Crociere.